# Zelotes barbarus
Zelotes barbarus är en spindelart som först beskrevs av Simon 1885.  Zelotes barbarus ingår i släktet Zelotes och familjen plattbuksspindlar. Inga underarter finns listade i Catalogue of Life.